# NS-Zwangsarbeit im Bereich Büdingen
Die NS-Zwangsarbeit im Bereich Büdingen ist ein Teil der Lokalgeschichte des oberhessischen Büdingen und der umliegenden Gemeinden in der Zeit des Nationalsozialismus.
Sie ist vor dem Hintergrund des „Ausländer-Einsatzes“ in der Kriegswirtschaft der NS-Zeit zu sehen. Dessen ungeheure Ausmaße stellt der Artikel NS-Zwangsarbeit dar. Das Thema wird erst seit den 1980er Jahren zunehmend auch von den Kommunen erforscht und vor allem im Zusammenhang mit der Entschädigung noch lebender ehemaliger Zwangsarbeiter in den Jahren 1999 und 2000 öffentlich diskutiert: wie in Deutschland, so in der Stadt Büdingen. Diese gab im März 2000 eine Untersuchung in Auftrag, auf deren Ergebnissen dieser Artikel basiert (siehe Weblinks).

## Zuständige Behörden
Sofort nach Kriegsbeginn 1939 begann der vom NS-Regime längst geplante „Ausländer-Einsatz“ in der Kriegswirtschaft. Zuerst wurden polnische Kriegsgefangene und Zivilisten massenweise zum Arbeitseinsatz ins Reich verschleppt. Das Reichsministerium des Innern unter Heinrich Himmler übernahm ihre Verteilung. Die kommunalen Arbeitsämter organisierten dann ihre örtliche Zuteilung: Dort musste jeder Hof, Betrieb oder Privathaushalt zivile Zwangsarbeitskräfte anfordern. Auch deren Lebens- und Arbeitsbedingungen wurden streng von oben nach unten reglementiert.
Eine Vielzahl von NS-Behörden sorgten für die Durchsetzung staatlicher Anweisungen: der Landrat, die Gestapo, die Staatspolizeistelle Darmstadt. Für den Landkreis Büdingen war vor allem der NSDAP-Kreisleiter Emil Görner zuständig. Er gab Anordnungen des Regimes an die Ortsgruppenleiter der Partei weiter. Der Landrat – bis 1940 Hans Becker, danach bis Kriegsende Hermann Braun – wies die Bürgermeister der Einzelgemeinden zur Durchführung unterschiedlicher staatlicher Bestimmungen an.
Büdingen war zur Zeit des Nationalsozialismus Kreisstadt und Verwaltungssitz des Landkreises Büdingen. Dies änderte sich erst 1972.

## Herkunft und Zahlen
Die in Büdingen eingesetzten Zwangsarbeiter kamen aus ganz Europa, die meisten aus der Sowjetunion und aus Polen. Dorther kamen ab Dezember 1939 die ersten Zivilarbeiter. Aus Frankreich kamen ab dem Sommer 1940 die ersten Kriegsgefangenen.
Nach einer Volkszählung vom 17. Mai 1939 hatte die Stadt Büdingen damals 3.702 Einwohner. Mindestens 944 Zwangsarbeiter wurden im heutigen Bereich Büdingens eingesetzt: Sie waren während des Krieges also eine nicht zu übersehende Minderheit, zumal die meisten von ihnen mitten in Büdingen lebten.
Die Tabelle über Nachweisbare Zwangsarbeiter in Büdingen (Stadt) gibt eine Übersicht über ihre Herkunftsländer, die Anteile von Frauen und Männern und die Anmeldejahre. Diese Zahlen beruhen nur auf den noch verfügbaren Quellen; Abgänge und Zugänge bis Kriegsende oder vernichtete Quellendokumente sind darin nicht erfasst. Der Höchststand wurde erst in den Jahren 1943 und 1944 erreicht. Die Gesamtzahl liegt daher vermutlich um einiges höher, als die Tabelle ausweist.
| Zivilarbeiter                                    | Zivilarbeiter | Zivilarbeiter | Zivilarbeiter | Zivilarbeiter    |
| Herkunft                                         | Weiblich      | Männlich      | Gesamt        | Anmeldung        |
| ------------------------------------------------ | ------------- | ------------- | ------------- | ---------------- |
| Sowjetunion (ohne Ukraine)                       | 17            | 85            | 102           | 1942–1945        |
| Ukraine                                          | 5             | 10            | 15            | 1940–1944        |
| Polen                                            | 17            | 51            | 68            | 1939–1941, 1944  |
| Estland/Lettland                                 | 9             | 4             | 13            | 1944–1945        |
| Belgien                                          | 2             | 6             | 8             | 1942–1945        |
| Litauen                                          | –             | 6             | 6             | 1943, 1945       |
| Frankreich                                       | 1             | 4             | 5             | 1940, 1944       |
| Niederlande                                      | –             | 5             | 5             | 1944–1945        |
| Jugoslawien (ohne Kroatien)                      | 1             | 3             | 4             | 1941             |
| Kroatien                                         | –             | 1             | 1             | ohne Angabe      |
| Ungarn                                           | 1             | 2             | 3             | 1944–1945        |
| Slowakei                                         | –             | 1             | 1             | 1940             |
| Tschechei                                        | –             | 1             | 1             | 1943             |
| „Staatenlos“ (in der Regel: Generalgouvernement) | 1             | 3             | 4             | 1944–1945        |
| Ohne Angaben                                     | 3             | 4             | 7             | 1940, 1942–1943  |
| Zivilarbeiter (Gesamt)                           | 57            | 186           | 243           | –                |
| Kriegsgefangene                                  |               |               |               |                  |
| Herkunft                                         | Weiblich      | Männlich      | Gesamt        | Anmeldung        |
| Frankreich                                       | –             | ca. 70        | ca. 70        | 1940–1942        |
| Sowjetunion                                      | –             | ca. 60        | ca. 60        | Juli 1942, 1944? |
| Italien (Militärinternierte)                     | –             | 3             | 3             | 1945             |
| Kriegsgefangene (Gesamt)                         | –             | ca. 133       | ca. 133       | –                |
| Gesamt                                           |               |               |               |                  |
| Herkunft                                         | Weiblich      | Männlich      | Gesamt        | Anmeldung        |
| Zwangsarbeiter                                   | 57            | ca. 319       | ca. 376       | –                |

## Altersstruktur
Die Tabelle über Altersstruktur der nachweisbaren Zivilarbeiter in Büdingen (Stadt) zeigt, dass viele der Zivilarbeiter auch in Büdingen sehr jung waren. Selbst Kinder wurden teilweise mit beiden oder einem der Eltern hierher verschleppt. Kinder von Zwangsarbeiterinnen, die in Büdingen zur Welt kamen, sind dabei noch nicht berücksichtigt (siehe dazu Abschnitt 3.1 unter Mathildenhospital).
| Alter bei Anmeldung | Weiblich | Männlich | Gesamt |
| ------------------- | -------- | -------- | ------ |
| 10–13 Jahre         | 6        | 1        | 7      |
| 14–17 Jahre         | 5        | 29       | 34     |
| 18–25 Jahre         | 26       | 99       | 125    |
| 26–60 Jahre         | 15       | 51       | 66     |
| 61–64 Jahre         | 1        | 1        | 2      |
| Ohne Angabe         | 4        | 8        | 12     |

Sobald die Menschen durch die Vermittlung des Arbeitsamts ihren Zielort erreichten, wurden sie von der Ortsverwaltung erfasst und dazu auch fotografiert. Der Landrat wies die Stadt am 22. Juli 1940 an, für jede Person drei Lichtbilder anzufertigen, was diese einem privaten Fotoatelier der Altstadt (Knaf) übertrug. Die Fotos wurden für die Meldekarten und ein Arbeitsbuch benötigt.

## Arbeitsbereiche
Die Tabelle über Einsatzbereiche der nachweisbaren Zivilarbeiter in Büdingen (Stadt) gibt einen Einblick in die Einsatzbereiche der Büdinger Zivilarbeiter. Eine kleinere Zahl arbeitete bei den Städtischen Gas- und Wasserwerken in der „Thiergartenstraße“. Die meisten aber setzte die Stadt selbst hauptsächlich zur Waldarbeit ein. Der Bedarf dafür war groß, da Holz ein kriegswichtiges Produkt war. Die Zivilarbeiter mussten im städtischen Wald nicht nur Holz schlagen und transportieren, sondern auch Wege bauen. In den Wintermonaten wuchs ihre Zahl noch, da Arbeitskräfte aus der Landwirtschaft abgezogen und zusätzlich im Forst verwendet wurden. Umgekehrt kam es aber auch vor, dass Waldarbeiter „zu anderen Arbeiten“ im städtischen Verfügungsbereich „weggeholt“ wurden. Darüber beklagte sich der Leiter des Hessischen Forstamts am 26. Februar 1944 brieflich beim Büdinger Bürgermeister.
| Einsatzbereiche                                       | Anzahl der Personen |
| ----------------------------------------------------- | ------------------- |
| Büdingen (Stadt) als Gebietskörperschaft              | 77                  |
| Landwirtschaft                                        | 68                  |
| Gewerbebetriebe                                       | 23                  |
| Gewerbebetriebe (nur während des Krieges in Büdingen) | 21                  |
| Privathaushalte                                       | 17                  |
| Gärtnereien                                           | 15                  |
| Mathildenhospital                                     | 5                   |
| Kinderheim „Frohkind“                                 | 2                   |
| Reichsbahn                                            | 2                   |
| Ohne Angaben                                          | 16                  |

## Unterbringung und Versorgung
Die vorliegenden Quellen überliefern meist wenig über die Lebens- und Arbeitsbedingungen dieser Menschen. Für eine Gruppe von Ostarbeitern in Büdingen geben jedoch einige Dokumente Aufschluss. Die Männer wurden im Sommer 1943 aus dem Gauarbeitsamtsbezirk Magdeburg-Anhalt nach Büdingen verlegt und in einer städtischen Baracke in der Straße „Am Hain“ direkt bei der Gastwirtschaft „Neue Klippe“ untergebracht, die sie verpflegte. Diese Unterkunft war gemäß den „Ostarbeiter-Erlassen“ mit Stacheldraht umzäunt und wurde rund um die Uhr von Wachmännern bewacht.
Wegen des Mangels an regulären Wachmannschaften ernannte die Stadtverwaltung Forstbeamte und andere als geeignet angesehene Bürger zu Hilfswachleuten, die ihren Dienst mit einer Schusswaffe ausgerüstet versahen. Zusätzlich wurden gemäß der „Lagerordnung“ aus der Gruppe der „Ostarbeiter“ selbst „Barackenordner“ sowie „Vertrauenspersonen“ eingesetzt und dafür „die aus den bei der Arbeit, wie im Lager die beste Haltung zeigenden Kräfte“ ausgewählt. Die Ordnergruppe bestand zunächst aus 34 Männern, was aus einer Auszahlungsanordnung der Stadt von Anfang 1944 hervorgeht. Ihnen konnten „besondere Begünstigungen in der Verpflegung, Freizeitgestaltung und durch Geldzuwendungen“ gewährt werden.
Die Auszahlung erhielten aber nicht sie, sondern der Wirt der „Neuen Klippe“ (Reinhard Müller senior) zu ihrer Verpflegung. Hierfür verrechnete die Stadt im Dezember 1943 pro Kopf und Tag 1,70 RM, im März 1944 nur noch 1,50 RM. Die Rationen für „Ostarbeiter“ mussten gemäß einer zentralen Anordnung grundsätzlich deutlich niedriger sein als die für die deutsche Bevölkerung offiziell geltenden Rationssätze: „Keine andere Ausländergruppe war so niedrigen Hungerrationen ausgesetzt wie die sowjetischen Zwangsarbeiter.“

## Kontrolle und Reglementierung
„Sie wollen dafür Sorge tragen, daß hinsichtlich der in Ihrer Gemeinde eingesetzten polnischen Landarbeiter auch von Seiten der Arbeitgeber der nötige Abstand gewahrt wird.“

Die Behörden reglementierten die Arbeits- und Lebensbedingungen der Zivilarbeiter sehr streng, wobei sie die Nationalitäten gemäß der Rassenideologie der Nazis abgestuft verschieden behandelten: So waren die Bestimmungen für Polen deutlich schlechter als für Westeuropäer (siehe Polen-Erlasse), aber immer noch besser als die der Russen und Ukrainer.

Kennzeichen der „Ostarbeiter“

Die Namen und Geburtsdaten einer Büdinger Gruppe von Ostarbeitern sind auf einer handschriftlichen Liste erhalten. Diese war offenbar von einem der Aufgeführten selbst zu erstellen, der kyrillische Schrift beherrschte. Alle Mitglieder der Gruppe waren mit dem „Ost-Abzeichen“ kenntlich gemacht: Dieses quadratische Stoffabzeichen mit der weißen Aufschrift „OST“ auf blauem Untergrund wurde auf die Bekleidung links in Brusthöhe aufgenäht. Es diente dazu, Kontakte mit anderen Zwangsarbeitern und mit Deutschen leichter zu unterbinden. Der Kontakt zu Deutschen war auf ein nicht zu umgehendes Mindestmaß zu beschränken.
Der NSDAP-Kreisleiter Emil Görner setzte im Bereich Büdingens vor allem Anordnungen, die das Kontaktverbot zwischen Deutschen und Ausländern betrafen, konsequent durch: etwa das Verbot der Tischgemeinschaft mit den „Fremdvölkischen“. Er überprüfte dies selbst bei den Bauern im Landkreis und ließ „mit unerbittlicher Strenge durch die Ortsgruppenleiter […] Fälle der Tischgemeinschaften zur Anzeige bringen“.
Der Landrat wiederum konkretisierte staatliche Weisungen nicht nur, sondern verschärfte sie oft zusätzlich und bestand auf ihrer penibelsten Einhaltung. So schrieb er am 7. März 1940 an die Bürgermeister, dass sie sonntägliche Besuche von Polen untereinander unterbinden sollten, da diese meist über keine Ausweispapiere verfügten, „so daß eine unter Umständen notwendige polizeiliche Kontrolle unterwegs auf Schwierigkeiten stößt.“ Auch Alkoholausschank an sie in Gaststätten und Kinobesuche seien wegen der „ungeheueren Gräueltaten“ von Polen an Deutschen keinesfalls länger zu dulden, sondern als unzuverlässige Haltung gegenüber dem Staat zu werten und mit Strafe zu bedrohen. Daraufhin ließ etwa der Büdinger Bürgermeister Diemer zur eigenen Absicherung 21 Gastwirte sowie den Kinobetreiber seiner Gemeinde auf dem auch an ihn gerichteten Schreiben des Landrats abzeichnen.
Am 22. Juni 1940 gab der Landkreis eine Anordnung des Reichsführers SS und Chefs der Deutschen Polizei brieflich an die Gendarmerieposten des Kreises weiter und verfügte,
- ihm das Verlassen des Arbeitsplatzes von Polen unverzüglich zur Weitermeldung an die Gestapo zu melden,
- Polen, die ohne Ausweis oder Aufenthaltsberechtigung angetroffen würden, festzunehmen und „dem nächsten Polizei-, notfalls dem nächsten Gerichtsgefängnis zur polizeilichen Verwahrung zuzuführen“,
- die Festgenommenen in ihren Dienstbereich zu überstellen oder in ein Konzentrationslager bzw. Arbeitserziehungslager zu überführen.[6]

Eine Kopie dieses Maßnahmenkatalogs ging an die Ortsbürgermeister in ihrer Eigenschaft als „Ortspolizeiverwalter“.
Beispiel dafür sind zwei Namen auf der o. g. Liste: „Kotschkin, Hawriil“ und „Nikitschin, Hrihorij“. Diese versah der zuständige Revierförster mit dem Vermerk „Polizeigewahrsam“ und der Anmerkung: „Die beiden Ostarbeiter […] wurden [bei] der Geheimen Staatspolizei Gießen eingeliefert und befinden sich zur Zeit in der Arbeitserziehungsanstalt Heddernheim. Fernmündliche Auskunft der Geh. Staatspol. Gießen am 29.III.44 – Tel. Nr. 4441 Gießen, gez. Hofmann (Revierförster).“
Am 9. Oktober 1940 folgten „weitere Erläuterungen und Ergänzungen“ aus einem „Runderlaß“ Himmlers vom 3. September 1940. Er machte die Bürgermeister für „die straffe Durchführung der Anordnung hinsichtlich der Kennzeichnung der Polen […] in Anbetracht der wiederholten Klagen besonders verantwortlich“ und fügte hinzu:

„Soweit die Bekämpfung der Arbeitsunlust und Arbeitsniederlegung nicht schon an Ort und Stelle behoben werden können, weise ich sie an, die Fälle derartiger Erscheinungen und auch Vergehen und Verbrechen der Polen, wie z. B. Sittlichkeitsdelikte, Sabotagehandlungen, Brandstiftungen usw. mir unverzüglich mitzuteilen.“

Ferner hieß es:

„Es besteht Veranlassung, auf die strikte Einhaltung der den Polen obliegenden Aufenthaltspflicht am Arbeitsort hinzuweisen. […] Es konnte festgestellt werden, dass die Arbeitskräfte polnischen Volkstums in ihrer Freizeit sich in die nahegelegenen Städte begeben, wo sie den Eindrücken der Stadt und den Einflüsterungen dort tätiger Polen ausgesetzt sind.

[…]

Im Zusammenhang hiermit wird darauf hingewiesen, dass auch der Besitz von Fahrrädern den Polen häufig das Verlassen der Arbeitsplätze erleichtert hat. Es ist daher […] Vorsorge zu treffen, dass Polen nicht in den Besitz von Fahrrädern gelangen; soweit sie bereits Fahrräder erworben haben, haben sie diese zu veräußern.

[…]

Der Reichsminister für die kirchlichen Angelegenheiten hat inzwischen unter dem 13. April 1940 einen Erlass über die Behandlung der Arbeitskräfte polnischen Volkstums herausgegeben. Bis auf weitere Weisung ist an dem durch die dortigen Polizeiverordnungen herausgegebenen Verbot jeglicher Teilnahme von polnischen Arbeitskräften an Gottesdiensten für die deutsche Bevölkerung festzuhalten.

[…]

In einzelnen Landkreisen ist dort, wo sich eine geschlossene Unterbringung nicht als möglich erwiesen hat, dafür Sorge getragen worden, dass männliche Arbeitskräfte polnischen Volkstums, die in von deutschen Frauen (ohne männliche Hilfe aus der Verwandtschaft) geleiteten Betrieben beschäftigt sind, ein Quartier in anderen Betrieben, die von deutschen Männern geleitet werden, erhalten. Ich halte diese Maßnahme für sehr zweckdienlich, um den bekannten unerfreulichen Verhältnissen vorzubeugen, und ersuche nach Möglichkeit Entsprechendes zu veranlassen.“

Markierte Kleidung, Überwachung des Privatlebens, keine Kontakte untereinander, keine Fortbewegungsmittel, keine Freizeitaktivitäten, keine Religionsausübung, keine Kontakte zum anderen Geschlecht, schon gar nicht zu deutschen Frauen: Schon die polnischen Zwangsarbeiter waren also völlig versklavt und der Willkür von „Arbeitgebern“ und totalem Polizeistaat ausgesetzt.
Auch ihre Post wurde streng kontrolliert, zensiert und begrenzt. Am 22. Juli 1941 schrieb der Landrat an die Bürgermeister, dass früherer Postverkehr der Polen zu Unruhen in ihrer Heimat geführt habe und daher künftig

„[…] sämtliche in diesem Bereich eingesetzten polnischen Zivilarbeiter lediglich einmal im Monat in ihre Heimat schreiben dürfen […]

Die Erfassung dieser Briefe soll so erfolgen, dass die hier eingesetzten Polen die Briefe an ihre Arbeitgeber abzuliefern haben. Diese wiederum leiten sie durch die Ortspolizeibehörde und durch mich der Geheimen Staatspolizei – Staatspolizeistelle Darmstadt zu […] Ich beauftrage Sie, die Arbeitgeber von polnischen Zivilarbeitern entsprechend zu bedeuten […]

Die genannten Briefe sind frankiert, offen mit der üblichen Dienstpost der Bürgermeister an mich einzusenden. Ich werde sie […] gesammelt an die […] Staatspolizeistelle Darmstadt zur Kontrolle weiterleiten.“

## Gräuelpropaganda
Um den „Volksgenossen“ den Charakter des polnischen „Untermenschen“ vor Augen zu führen und jedes Mitgefühl von Anfang an zu unterbinden, griffen die Behörden auch auf Propagandalügen von der Front zurück. Am 18. Mai 1940 schrieb der Landrat erneut einen „Runderlass“ an die Bürgermeister des Kreises Büdingen, der einem Text des Oberkommandos der Wehrmacht folgende Aussagen des Landrats voranstellte:

„Nachstehend gebe ich Ihnen die Abschrift eines Vernehmungsprotokolls über die Ermordung deutscher Soldaten in Uniejow bekannt. Ergänzend hierzu hat das Oberkommando der Wehrmacht durch Verfügung vom 5. April 1940 bekanntgegeben, daß einem Gegner, der für solche Gräueltaten verantwortlich gemacht werden muß, man nicht die Hand gibt und ihm keine besonderen Vergünstigungen gewährt.“

Dies gelte nicht nur für Kriegsgefangene, sondern erfordere,

„[…] daß auch zu den polnischen Zivilarbeitern der erforderliche Abstand eingehalten werden muß. Sie wollen dafür sorgen, daß hinsichtlich der in Ihrer Gemeinde eingesetzten polnischen Landarbeiter auch von Seiten der Arbeitgeber der nötige Abstand gewahrt wird. […]“

Es folgte der Wehrmacht-Text:

„Am 10. September 1939 stießen die polnischen Truppen nochmals vor und drangen in Uniejow ein. Hierbei gerieten deutsche Soldaten in polnische Gefangenschaft. Ein gewisser Jude Jtzik Lewin aus Uniejow war den polnischen Soldaten insofern behilflich, als er ihnen die Verstecke der deutschen Soldaten anzeigte. Die polnischen Soldaten holten daraufhin die deutschen Soldaten aus ihren Verstecken und brachten sie in einen Schuppen. Insgesamt hatten sie etwa 30 bis 35 Soldaten in den Schuppen eingesperrt. Der Schuppen war zu dieser Zeit gefüllt mit Holz, denn es wurde dort von den Tischlern aus Uniejow da drinnen gearbeitet, so daß auch viele Hobelspäne herumlagen.

Als die polnischen Soldaten die deutschen Soldaten im Schuppen zusammengepfercht hatten, warfen sie von außen Handgranaten in den Schuppen. Hierbei geriet der Schuppen in Flammen. Die polnischen Soldaten hatten den Schuppen umstellt, um ein Ausbrechen der deutschen Soldaten zu verhindern. Ein deutscher Soldat versuchte dem Flammentod zu entkommen und sprang aus dem oberen Fenster auf die Straße. Dort wurde er sofort von den polnischen Soldaten aufgegriffen und in die Flammen geworfen.

Am gleichen Tag fuhren zwei Kraftfahrer der deutschen Truppen aus Dombier kommend in Uniejow ein. Sie bekamen Panne und hielten bei einer Schmiede an. Als sie bei der Ausübung der Reparaturen waren, wurden sie von den polnischen Soldaten überrascht und gefangen genommen. Die Polen rissen dem einen deutschen Soldaten die Zange aus der Hand und rissen den deutschen Soldaten die beiden Ohren aus. Unter Kolbenhieben wurden sie nach dem Wald abgeführt, ob sie dort erschossen wurden, konnte bisher nicht ermittelt werden. Der Volksdeutsche Keil aus Uniejow ist Augenzeuge dieser beiden Vorgänge.

Da der Zeuge Keil nicht wußte, welcher von den drei Gebrüdern Lewin aus Uniejow den Polen die Verstecke deutscher Soldaten zeigte, wurde eine Gegenüberstellung der Gebrüder Lewin durchgeführt. Hierbei stellte es sich heraus, daß der geflüchtete Jtzik Lewin als Täter in Frage käme.

Es ist anzunehmen, daß die zwei Brüder Lewin genau wissen, wo sich ihr Bruder aufhält. Aus diesem Grunde wurden sie vorläufig festgenommen und so lange in Haft behalten, bis sich ihr Bruder hier stellt.

Da diese Tat ein Verbrechen bildet und Verdunkelung der Sache vorliegt, ist die vorläufige Festnahme gerechtfertigt. Auf die Vernehmung des Zeugen Keil wird Bezug genommen.

gez. M.,

Gend.-Hauptwachm.“

Der unverkennbar erfundene Handlungsablauf verdreht auf zynische Weise die Tatsachen des Überfalls auf Polen, um die Deutschen auf Abstandswahrung zu den Zwangsarbeitern einzustimmen. Die Vorbemerkungen des Landrats zeigen aber, dass es trotz traditionell weit verbreiteter Vorurteile gegen die „Polacken“ notwendig war, die offiziell unbarmherzige Haltung ihnen gegenüber für die einheimische Bevölkerung zu begründen. Bauern, die polnische Zwangsarbeiter erhielten, sollten diese nicht etwa wie deutsches Gesinde, sondern als „Untermenschen“ voller Heimtücke und Bestialität ansehen und behandeln.
Am 14. August 1940 erließ der Büdinger Bürgermeisters Diemer ein Rundschreiben mit dem Betreff „Luftschutzmaßnahmen“ an Bürger der Stadt, die polnische Zivilarbeiter beschäftigten. Darin hieß es:

„Nach den von der Polizei gemachten Feststellungen haben sich bei den Luftschutzalarmen Polen in der Stadt Büdingen während des Alarms auf der Straße herumgetrieben. Die Sicherheit der Stadt erfordert es schon, dass Gefangene, wenn auch Zivilgefangene, unter allen Umständen während eines Alarms von der Straße ferngehalten werden, zumal es ja auch der einheimischen Bevölkerung verboten ist, sich auf die Straßen zu begeben. Ich erwarte daher für die Zukunft, dass Sie die bei Ihnen beschäftigten Polen im Hause festhalten und überwachen. Ein gemeinschaftlicher Aufenthalt mit den übrigen Hausbewohnern im Luftschutzkeller ist nicht erlaubt. Es muss Ihnen überlassen bleiben, die erforderlichen Maßnahmen zu treffen, dass bei einem Fliegeralarm die Polen im Hause sicher untergebracht bleiben.“

Das hieß unter Umständen, dass man sie in ihre Quartiere einsperrte und es dem Zufall überließ, ob sie einen Bombenangriff überlebten.
Weitere Schreiben des Landrats, der Gestapo, Staatspolizeistelle Darmstadt und des NSDAP-Kreisleiters Görner an die Bürgermeister führten noch bis zum Februar 1945 darüber Klage, dass einzelne Polen, aber auch andere ausländische Arbeitskräfte ungerechtfertigt Fahrerlaubnisse für die Bahn erhielten, sonntags unerlaubt ihren Arbeitsort verließen, um sich mit Landsleuten zu treffen, verbotenerweise immer noch im Besitz von Fahrrädern oder gar Radioapparaten seien oder dass Einzelne fliehen konnten. Es war also bis zum Kriegsende nötig, die vor Ort Verantwortlichen zur strengen Einhaltung der Vorschriften anzuhalten. Vermutlich sollten einige dieser Schreiben der jeweils vorgesetzten Stelle in der NS-Bürokratie aber auch nur eifrige Geschäftigkeit anzeigen.

## Arbeits- und Lebensbedingungen
Diese Anordnungen für den „Ausländer-Einsatz“ betrafen Leben und Arbeit der Polen, aber mehr noch der damaligen Sowjetbürger: Russen, Weißrussen und Ukrainer. Ihre tatsächliche Situation wurde zusätzlich von örtlichen Faktoren bestimmt: der Art der Arbeit, die zu verrichten war, der Unterbringung und dem Verhalten der deutschen Arbeitgeber bzw. Vorgesetzten. Man konnte als Schwerstarbeiter im Wald ohne ausreichendes Schuhwerk oder als Dienstmädchen eines bürgerlichen Haushalts verwendet werden. Man konnte an einen integren Arbeitgeber geraten, der z. B. das Verbot der Tischgemeinschaft trotz seines persönlichen Risikos ignorierte, oder einem Vorgesetzten oder Wachmannschaften ausgeliefert sein, die zu willkürlichen Strafaktionen und Erniedrigungen neigten. Ferner hing das eigene Schicksal davon ab, ob man sich etwa bei einem Arbeitsunfall eine schwere Verletzung zuzog, ob eine Zwangsarbeiterin schwanger wurde – was schwer bestraft wurde – oder ob man aus irgendeinem Grund in die Mühlen der Gestapo geriet.

## Behördlicher Umgang mit Schwangeren, Müttern und Kleinkindern
Der Umgang mit Schwangeren und Neugeborenen unter den Zwangsarbeiterinnen ist eines der bedrückendsten Kapitel der NS-Zwangsarbeit. Bis Ende 1942 wurden schwangere Zwangsarbeiterinnen aus dem ganzen Reichsgebiet meist in ihre Herkunftsländer abgeschoben. Doch im Kriegsverlauf wurde zunehmend jede Arbeitskraft gebraucht. Daher umgingen lokale und regionale Stellen die Abschiebung oft.
Nach der Niederlage in der Schlacht von Stalingrad und der Proklamation des totalen Krieges wurde dieses Schlupfloch, der Zwangsarbeit zu entkommen, auch offiziell geschlossen: Fritz Sauckel, Generalbevollmächtigter für den Arbeitseinsatz in Deutschland, ordnete Anfang 1943 an,

„[…] daß [diese] nicht mehr abgeschoben und statt dessen Entbindungs- und Kinderanstalten eingerichtet werden sollten.“

Da dies die Kommunen zusätzlich belastet hätte, wurden schwangere Zwangsarbeiterinnen etwa ab März 1943, oft aber auch schon vorher, mit massiven Drohungen zu Zwangsabtreibungen gedrängt.
Während allen anderen Schwangeren Ernährungszulagen gewährt wurden, entfielen diese für Polinnen, Ostarbeiterinnen und Jüdinnen. Entschied sich eine Zwangsarbeiterin trotzdem zum Austragen des Kindes, galt für sie offiziell nur ein sehr eingeschränkter Mutterschutz von zwei Wochen vor und sechs Wochen nach der Geburt. Auch in dieser Zeit konnte sie aber für „zumutbare“ Tätigkeiten herangezogen werden. Praktisch mussten die Mütter nach acht bis zehn Tagen an ihre Arbeitsstätte zurückkehren. Faktisch genossen sie also keinen Mutterschutz.
Auch der Umgang mit den Neugeborenen wurde nun streng nach Gesichtspunkten der NS-Rassenideologie geregelt: Man nahm den Müttern ihre Kinder weg und brachte sie in Heime. Die Mütter durften allenfalls, soweit sie in der Nähe untergebracht waren, nach ihrer Arbeit nach ihren Kindern sehen. „Schlechtrassige“ polnische und sowjetische Kinder wurden in speziellen primitiven Einrichtungen bewusst vernachlässigt und mangelhaft ernährt, so dass sie fast alle innerhalb kurzer Zeit elend verhungerten. „Gutrassige“ Kinder dagegen, vor allem solche, deren Mütter einen „gutrassigen Eindruck“ machten oder die einen Vater „germanischen Volkstums“ hatten, wurden von den Müttern getrennt und in besonderen Pflegeheimen „als Deutsche erzogen“. Dies erließ das Reichssicherheitshauptamt Ende 1942 nach einer Absprache zwischen Sauckel mit Himmler.
Derartige Maßnahmen sind auch in Büdingen und Umgebung dokumentiert: fast alle in Düdelsheim. Dort sind die Quellen von allen Büdinger Stadtteilen am vollständigsten erhalten, so dass von weiteren, nicht dokumentierten Fällen in anderen Ortsteilen auszugehen ist.
Der erste Beleg stammt vom 18. Juli 1940. Die Landkrankenkasse Nidda wies verklausuliert darauf hin, dass Niederkünfte von Zwangsarbeiterinnen unerwünscht seien, und schrieb u. a. an die Bürgermeister des Kreises Büdingen:

„Es hat sich verschiedentlich herausgestellt, dass bei den in meinem Kreise untergebrachten poln. Landarbeiterinnen, einige in nächster Zeit ihrer Entbindung entgegensehen. Ich mache schon heute darauf aufmerksam, dass in allen Fällen keinerlei Anspruch auf die reichsgesetzl. Wochenhilfe besteht und auch im Falle der Niederkunft die Wochenhilfe nicht bezahlt werden kann.

[…]

Sollte trotzdem in manchen Fällen die Entbindung in der Klinik [damals in Gießen] vorgenommen werden, so können die entstehenden Kosten von meiner Kasse nicht getragen werden.“

In den Büdinger Landkreis deportierte schwangere Polinnen wurden also schon in den ersten Monaten nach ihrer Ankunft als „Problem“ behandelt. Bei ihrer Rekrutierung in Polen wurde also auf etwaige Schwangerschaft keine Rücksicht genommen. Noch meinte man, sich ihre Abschiebung leisten zu können, um das „Problem“ los zu sein. Denn man war allgemein der Meinung, dass der Krieg in absehbarer Zeit siegreich beendet sein werde.
Ein zweiter Beleg stammt vom Leiter des Arbeitsamts Gießen mit Datum vom 12. August 1940. Er teilte der Bürgermeisterei Düdelsheim unter dem Betreff „Einsatz polnischer Landarbeiter/Ihr Schreiben vom 30. Juli 1940“ mit:

„Ich bitte, die bei dem Bauern Herm. K. Koch in Düdelsheim beschäftigte polnische Landarbeiterin, da sie schwanger ist, nach hier in Marsch zu setzen, damit ich ihren Rücktransport veranlassen kann.“

Eine Bescheinigung, ausgestellt am 4. Dezember 1940 vom Bürgermeister der Stadt Büdingen, lautet:

„Auf Anforderung des Arbeitsamtes Gießen […] wird der Polin Katarcyna Cichara, geb. am 10.III.1914, bescheinigt, daß sie infolge Schwangerschaft am 8. Dez. 1940 abends 20.17 Uhr in die Heimat zurückbefördert wird. […] Die Obengenannte war hier in Büdingen bei dem Erbhofbauer Ludwig Kaufmann (Sandhof) in der Zeit vom 24. März bis jetzt 7. Dezember 1940 beschäftigt.“

Die folgenden Dokumente spiegeln die brutal verschärfte Lage der schwangeren Ostarbeiterinnen seit der Kriegswende. Die „Leiterin der Stelle Familienhilfe“ Niemeyer vom Hauptamt für „Volkswohlfahrt“ der NSDAP schrieb am 13. Januar 1944 an alle Bürgermeister des Kreises Büdingen mit dem Betreff „Behandlung ausländischer Arbeiterinnen und uneheliche Kinder derselben“:
Am 10. März 1944 schrieb der Bürgermeister von Düdelsheim an das Arbeitsamt Gießen, Nebenstelle Büdingen:

„Betr.: Schwangerschaft der Polin Bronislawa Mrugal bei dem Bauern Hch. Fr. Krämer in Düdelsheim. […] Krämer hat die Schwangerschaft bereits dort gemeldet. Ich bitte dringend zu veranlassen, dass diese Polin rechtzeitig weg kommt und darf um eine rechtzeitige Mitteilung bitten. Krämer hat vor kurzer Zeit die Mitteilung erhalten, dass sein Sohn gefallen ist. Deshalb möchte ich seiner Familie neue Aufregungen ersparen.“

Am 14. März 1944 schrieb er erneut:

„Betr. Einsatz poln. Landarbeiter hier: Mrugel B., geb. 10. März 1926

Vorg. Mein Schreiben vom 17. Februar 1944. […]

Am 17. Februar 1944 habe ich für die Obengenannte Schwangerschaftsunterbrechung beantragt. Ich bitte um Mitteilung, was Sie in dieser Angelegenheit erreichen konnten.

Durchschrift: Dem Bürgermeister Düdelsheim zur Kenntnis.

Sobald ich auf das obige Schreiben Nachricht habe, werde ich Sie davon unterrichten.

Erl. zu den Akt.

21. März 1944 [Namenszeichen Bürgermeister Düdelsheim] Görner [Unterschrift]“

Offenbar wurde die genannte Polin also gezwungen, trotz fortgeschrittener Schwangerschaft abzutreiben. Dies geschah wahrscheinlich in der „Infektionsbaracke“ – im Volksmund auch „Ostbaracke“ genannt – von Büdingen. Dort lagen ausschließlich Zivilarbeiter beiderlei Geschlechts aus Polen und der Sowjetunion. Einzugsgebiet auch für Geburten war der Landkreis.
Zuvor sind 48 Entbindungen von Zivilarbeiterinnen im Bereich des Büdinger Krankenhauses nachgewiesen. Bei einer der Niederkünfte wurden Zwillinge geboren. Leokardia Karaciak aus Polen gebar am 13. Januar 1944 auf dem Transport von Mittel-Gründau nach Büdingen einen Jungen, der tot zur Welt kam: Dies vermerkte das Standesamt Büdingen. Die Gebärende war Zivilarbeiterin auf dem Hofgut Schudt in Mittel-Gründau im damaligen Landkreis. Am 13. April 1944 gebar die Polin Stefonia Gontasch, Zivilarbeiterin in Eschenrod, im Zug Gießen–Gelnhausen ihren Sohn Izeslaw. Beide Mütter waren vermutlich auf dem Weg zur „Ostbaracke“ in Büdingen. Dort sind nachweislich 27 Personen, davon 12 Männer, 6 Frauen und 9 Kinder gestorben: 2 der Kinder starben am Tag der Geburt, je eins nach 3, 18 und 26 Tagen; 3 Kinder starben im Alter von 9 Monaten und eins starb mit 4¾ Jahren. Dies waren wohl längst nicht alle Todesfälle dort, da vermutlich nicht jeder Fall standesamtlich festgehalten wurde.
Frau Legwantowna gebar 2 Kinder, Chalina und Sophia, die beide später umkamen. Aufgrund der lückenhaften Quellen lassen sich die Todesumstände nur erahnen. Vieles deutet darauf hin, dass sie Opfer des NS-Rassenwahns wurden. Chalina wurde behördlich von der Mutter getrennt und in das Kinderheim Frohkind verbracht, wo sie nach etwa eineinhalb Jahren starb: vermutlich wegen mangelnder Fürsorge. Sie war eventuell als „gutrassig“ eingestuft worden, weil der leibliche Vater Deutscher war. Ihre Schwester Sophia hatte einen vergleichsweise kurzen Leidensweg: Sie starb nach 29 Lebenstagen – vermutlich, weil die Mutter schon wenige Tage nach ihrer Geburt zu ihrer Arbeitsstelle zurückkehren und das Neugeborene deshalb ohne ausreichende Versorgung in der „Infektionsbaracke“ zurücklassen musste.

## Kriegsgefangene
Neben Zivilarbeitern wurden auch Kriegsgefangene aus Lagern in Frontnähe über Durchgangslager in Mannschaftsstammlager (Stalags) nach Deutschland verlegt, um dort als Zwangsarbeiter eingesetzt zu werden. Das Deutsche Reich entzog ihnen den Schutz des Völkerrechts, indem es z. B. erklärte, der Staat Polen oder Jugoslawien habe aufgehört zu existieren (siehe Verbrechen der Wehrmacht). Für sie war die Wehrmacht zuständig, deren Kommandanturen die Gefangenen Arbeitskommandos zuteilten. Sie überließen sie den kommunalen Einsatzträgern, deren Arbeitsämter sie weitervermittelten. Dafür erhielt das Stalag-Kommando eine „Entschädigung“ pro Kriegsgefangenen und Tag. War die Entfernung zwischen Stammlager und Einsatzort zu groß, wurden die Arbeitskommandos nah dem Einsatzort in Außenlagern untergebracht, wo sie ebenfalls bewacht wurden. Da die Wehrmacht personell nur eingeschränkt dazu in der Lage war, ernannte man auch ausgewählte Zivilpersonen vor Ort zu Hilfswachleuten.
Die ersten polnischen Kriegsgefangenen in der Region Büdingen kamen aus dem Stalag IX A in Ziegenhain (Schwalm), dann aber meist aus dem Stalag IX B in Bad Orb auf der „Wegscheide“, das am 1. Dezember 1939 fertiggestellt worden war. Nach ihrer Ankunft im Landkreis Büdingen wandte sich Kreisleiter Görner am 29. September 1939 schriftlich an die Bürgermeister des Kreises:

„Zur Behebung des Arbeitskräftemangels sind in vielen Gemeinden volksfremde Arbeitskräfte […] untergebracht worden. Zur Vermeidung der Gefahr einer Vermischung mit Fremdvölkischen ist deshalb eine intensive Aufklärung der Bevölkerung erforderlich. […] Es muß deshalb von Ihnen erwartet werden, daß Sie alle Einwohner Ihrer Gemeinde darüber aufklären, daß die Reinerhaltung des deutschen Blutes ein nationalsozialistisches Gebot ist. Die Kriegsgefangenen müssen deshalb getrennt untergebracht und bewacht werden, damit ein Verkehr zwischen den Ortsangesessenen und den Gefangenen in jeder Weise vermieden wird. […] Sollte es vorkommen, daß ehr- und artvergessene Frauen […] durch Anbieterungsversuche bei den Kriegsgefangenen das Volksempfinden verletzen, so ist die […] Geheime Staatspolizei zum sofortigen Einschreiten zu veranlassen.“

Verschiedene französische Arbeitskommandos arbeiteten bis Kriegsende in Büdingen: 12 bis 15 Kriegsgefangene wurden seit Herbst 1940 in der Schneidmühle (heute Papiermühle) Büdingen untergebracht und bei der Viehverwertung GmbH beschäftigt. Aus Franzosen bestand auch das Arbeitskommando Nr. 236, das Ende 1940 in die Stadt kam. Sie arbeiteten im Sägewerk Wittchen in der Düdelsheimer Straße und waren zunächst auf dem Betriebsgelände untergebracht. Ab 1942 wurde ein Teil von ihnen in eine Baracke bei der Gastwirtschaft „Neue Klippe“ in der Straße „Am Hain“, ein anderer Teil in der Gastwirtschaft „Zum Hirschgraben“ in der Obergasse einquartiert. Ein weiteres Arbeitskommando von bis zu 34 Franzosen wurde vorwiegend in der Landwirtschaft eingesetzt, ein kleiner Teil – einmal 8, ein andermal 5 Männer – auch als Holzhauer bei der Stadt. Das Arbeitskommando Nr. 666 umfasste 25 französische Kriegsgefangene, die von Dezember 1941 bis Mai 1942 in der Gastwirtschaft „Alte Klippe“ ebenfalls in der Straße „Am Hain“ untergebracht waren. Anschließend wurden sie an ihre landwirtschaftlichen Arbeitsstellen zurückbeordert.
Wegen deren vorschriftsmäßiger Unterbringung und des korrekten (Nicht-)Umgangs mit ihnen schrieb die Kommandantur des Stalags IX B im August 1940 an die Bürgermeister und Ortsbauernführer u. a.

„Haltung der Bevölkerung:

Grundsatz: stets Abstand halten von Kriegsgefangenen! Also:

a) keine Tischgemeinschaft: Gefangene essen, wenn gleichzeitig, in anderem Raum; sonst vor- oder nachher.

b) kein gemeinsamer Besuch von Kirchen, Veranstaltungen, Wirtschaften!

c) kein Briefschmuggel zugunsten von Kriegsgefangenen: alle Kriegsgefangenenpost (ein- wie ausgehende) muss bestimmungsgemäss zwecks Prüfung über das Lager geleitet werden.

[…]

Alsbald nach Belegung der Gemeinde mit Kriegsgefangenen wird, worauf schon jetzt hingewiesen sei, durch Offiziere eine Überprüfung stattfinden, ob diesen Anforderungen der Wehrmacht restlos Genüge getan ist.“

Am härtesten von allen wurden sowjetische Kriegsgefangene behandelt. Sie gelangten ab dem Winter 1941/1942 in das Stalag IX B und wurden dort in einem separaten „Russenlager“ untergebracht. Hier mussten sie auf der Erde bzw. in selbst gegrabenen Erdlöchern vegetieren. Etwa 1.400 starben an Hunger, Ruhr und Typhus. Ein Arbeitskommando war für die Russen weniger grausam als diese Lagersituation, da sie dann verpflegt wurden, wenn auch quantitativ und qualitativ schlechter als andere Kriegsgefangene. Heute befindet sich in der Nähe des ehemaligen Lagers ein sowjetischer Soldatenfriedhof in Form einer Gedenkstätte. Der Verein „Die Wegscheide mahnt“ erinnert auf einer Informationstafel mit Augenzeugenberichten französischer Kriegsgefangener an die katastrophalen Zustände in dem benachbarten Russenlager.

## Aufarbeitung
Die Dokumente zur NS-Zwangsarbeit in Büdingen sind lückenhaft. Zumindest für den Landkreis wurden viele Beweisstücke vermutlich gegen Kriegsende und noch bis 1969 vernichtet. Die noch vorhandenen Dokumente fanden sich meist im Stadtarchiv und im Fürstlich Ysenburgischen Archiv, einige wenige auch im Hessischen Staatsarchiv Darmstadt. Meldekarten, Anmeldebücher in den Bürgermeistereien und Protokollbücher der Gemeinderäte der heutigen Stadtteile vermerkten alle Personenzugänge, in der Regel auch Zwangsarbeiter. Sie liegen aber nur lückenhaft, für einige Stadtteile gar nicht, für andere nur bis zum 8. Juli 1942 vor.
Die tatsächlichen Zahlen der in Büdinger Stadtteilen eingesetzten Zwangsarbeiter waren demnach höher, als die verfügbaren Quellen aussagen. Dennoch erlauben diese teilweise sehr detaillierte Rückschlüsse auf die Gesamtsituation der lokalen NS-Zwangsarbeit.
Die „Erforschung und Dokumentation des Schicksals der Menschen, die in der NS-Zeit zu Zwangsarbeit in Büdingen und den – ehemals selbstständigen – Ortsteilen eingesetzt wurden“, geht auf eine Initiative des Landrates des Wetteraukreises Rolf Gnadl zurück. Erste Recherchen im Stadt-Archiv zeigten rasch, dass es wohl in allen heutigen Stadtteilen Büdingens Zwangsarbeit gab. In der Stadt selbst wurden mindestens 42 zivile „Ostarbeiter“ nachgewiesen.
Daraufhin beschloss die Stadtverordnetenversammlung die weitere Erforschung und einen symbolischen Beitrag zur Stiftung „Erinnerung, Verantwortung und Zukunft“ von 30.000 DM. Sie wollte dies „nicht als Erledigung des Zwangsarbeiterproblems mit Geld“ verstanden wissen, sondern als „Beitrag, der es den heute noch lebenden ehemaligen Zwangsarbeiterinnen und -arbeitern ermöglicht, ihre oft sehr schwierigen Lebensverhältnisse, insbesondere in Osteuropa, ein wenig zu erleichtern.“